# كلوروبنزين
الكلوروبنزين (أو كلور البنزين) هو مركب عضوي عطري له الصيغة الكيميائية C 6 H 5 Cl. وهو سائل عديم اللون وقابل للاشتعال وهو مذيب شائع وسيط يستخدم على نطاق واسع في تصنيع المواد الكيميائية الأخرى.

## الاستخدامات
الاستخدام الرئيسي لكلور البنزين هو وسيط في إنتاج السلع مثل مبيدات الأعشاب والأصباغ والمطاط. يستخدم الكلوروبنزين أيضًا كمذيب عالي الغليان في العديد من التطبيقات الصناعية وكذلك في المختبرات.
الكلوروبنزينه كان يستخدم مرة واحدة في تصنيع بعض المبيدات الحشرية، وأبرزها DDT، من خلال التفاعل مع الكلورال (ثلاثي كلورأسيتالدهيد)، ولكنها امتنعت هذا التطبيق مع استخدام تقلص من DDT. في وقت من الأوقات ، كان كلوروبنزين البشير الرئيسي لتصنيع الفينول : 
C 6 H 5 Cl + NaOH → C 6 H 5 OH + NaCl
يحتوي التفاعل أيضًا على منتج ثانوي من الملح. يُعرف التفاعل باسم عملية Dow ، ويتم إجراء التفاعل عند 350 درجة مئوية باستخدام هيدروكسيد الصوديوم المنصهر بدون مذيب. تُظهر تجارب وضع العلامات أن التفاعل يستمر عبر الإزالة أو الإضافة، من خلال البنزين كوسيط .

## إنتاج
تم وصفه لأول مرة في عام 1851. يتم تصنيع كلوروبنزين عن طريق الكلورة للبنزين في وجود كمية حفازة من حمض لويس مثل كلوريد الحديديك وثاني كلوريد الكبريت وكلوريد الألومنيوم اللامائي: 

### طرق المختبر
يمكن إنتاج الكلوروبنزين من الأنيلين عن طريق كلوريد بنزينديازونيوم، والمعروف باسم تفاعل ساندميير. 

## السلامة
يُظهر الكلوروبينزين سمية «منخفضة إلى معتدلة» كما يتضح من LD50
```
حوالي 2.9 جم / كجم.
[
4
]
 حددت 
إدارة السلامة والصحة المهنية
 
حد التعرض المسموح به
 عند 75 جزء في المليون (350 
 
 ملغم / م 
3
) أكثر من متوسط مرجح لمدة ثماني ساعات للعمال الذين يتعاملون مع كلورو بنزين.
[
7
]
```

## علم السموم والتحلل البيولوجي
يمكن أن يستمر الكلوروبنزين في التربة لعدة أشهر، وفي الهواء لمدة ثلاثة أيام ونصف تقريبًا، وفي الماء لمدة تقل عن يوم واحد. قد يتعرض البشر لهذا العامل عن طريق تنفس الهواء الملوث (بشكل أساسي عن طريق التعرض المهني)، أو استهلاك الطعام أو الماء الملوث، أو عن طريق الاتصال بالتربة الملوثة (عادة بالقرب من مواقع النفايات الخطرة). ومع ذلك، فإنه لا يعتبر ملوثًا بيئيًا واسع الانتشار.
إذا دخل الجسم بأي طريقة كانت، فإنه عادةً ما يُفرز عن طريق الرئتين والجهاز البولي.